# Fusion (Völkerrecht)

Fusion im Gegensatz zur Dismembration

Eine Fusion (auch Verschmelzung oder Zusammenschluss) ist der Zusammenschluss von Staaten, die dabei ihre bisherige Staatlichkeit aufgeben. Sie erfolgt grundsätzlich zwischen gleichberechtigten Partnern, die gemeinsam einen neuen Staat bilden.

## Abgrenzung
Die Fusion unterscheidet sich von der Inkorporation, bei der ein Völkerrechtssubjekt einem anderen beitritt, dessen völkerrechtliche Identität davon nicht berührt wird. Im Unterschied zur Inkorporation entsteht ein neues Völkerrechtssubjekt, welches rechtlich mit keinem seiner Vorgängerstaaten identisch ist und nach einer Formulierung des Völkerrechtlers Max Huber auf alle beteiligten Staaten „einen extinktorischen Effekt“ hat. Fusion und Inkorporation erfolgen gemeinhin friedlich. Ein gewaltsamer Anschluss eines Staates an einen anderen heißt Annexion. Gegenbegriff zur Fusion ist die Dismembration, bei der ein Staat in toto in zwei oder mehrere neue Staaten zerfällt und anschließend nicht mehr existiert. Löst sich nur ein Territorium aus einem Staat, der aber fortbesteht, spricht man von einer Sezession.
Keine Fusion liegt im Falle einer Personalunion vor, wenn derselbe Herrscher als Staatsoberhaupt verschiedener Territorien fungiert, die aber ihre Eigenstaatlichkeit behalten. Auch der Beitritt zu einem Staatenbund oder die Übertragung von Souveränitätsrechten auf eine supranationale Organisation ist keine Fusion. Die Übergänge sind jedoch fließend.

## Historische Beispiele
Im 18. Jahrhundert fusionierten die 13 Kolonien, die sich am 4. Juli 1776 von Großbritannien auf dem Weg einer Sezession losgelöst hatten, zu den Vereinigten Staaten von Amerika. Ihre staatenbündische Verfassung, die Konföderationsartikel von 1781, wurde durch die Verfassung der Vereinigten Staaten abgelöst, die 1789 in Kraft trat.
Im 19. Jahrhundert entstanden in Europa mehrere Bundesstaaten durch Fusionen. Zu nennen sind die Schweiz und in der zweiten Jahrhunderthälfte der Norddeutsche Bund (1867). Darüber, ob auch das Deutsche Reich durch die Novemberverträge 1870 im Rahmen einer Fusion gegründet wurde, gehen die Meinungen auseinander.
Im 20. Jahrhundert entstanden die Vereinigten Arabischen Emirate 1971 durch Fusion von sieben Scheichtümern. 1963/64 fusionierten Tanganjika und Sansibar zur Vereinigten Republik Tansania. Auch der Zusammenschluss der Demokratischen Volksrepublik Jemen und der Jemenitischen Arabischen Republik zur Republik Jemen im Jahr 1990 erfolgte auf dem Weg der Fusion.
1990 wurde diskutiert, ob man die Wiedervereinigung Deutschlands über Artikel 23 des Grundgesetzes für die Bundesrepublik Deutschland als Beitritt der DDR zur Bundesrepublik oder über Artikel 146 des Grundgesetzes vollziehen sollte. Dies hätte eine Fusion der beiden deutschen Staaten bedeutet, was nach damals in der politischen Diskussion verbreiteter, aber irriger Annahme auf „eine Verschmelzung beider Staaten zu einem neuen Staatssubjekt“ hinausgelaufen wäre. Herrschend war vielmehr die Auffassung, dass eine neue Verfassung nach Art. 146 GG nur das Grundgesetz ablöse, dadurch nicht aber ein neuer Staat gegründet werde, denn „die Existenz des Staates hängt nicht an seiner Verfassung“. Man entschied sich für Art. 23 GG und die Inkorporation.